# (36387) 2000 OR32
2000 OR32 (asteroide 36387) é um asteroide da cintura principal. Possui uma excentricidade de 0.22756860 e uma inclinação de 5.45135º.
Este asteroide foi descoberto no dia 30 de julho de 2000 por LINEAR em Socorro.